# マヌア諸島

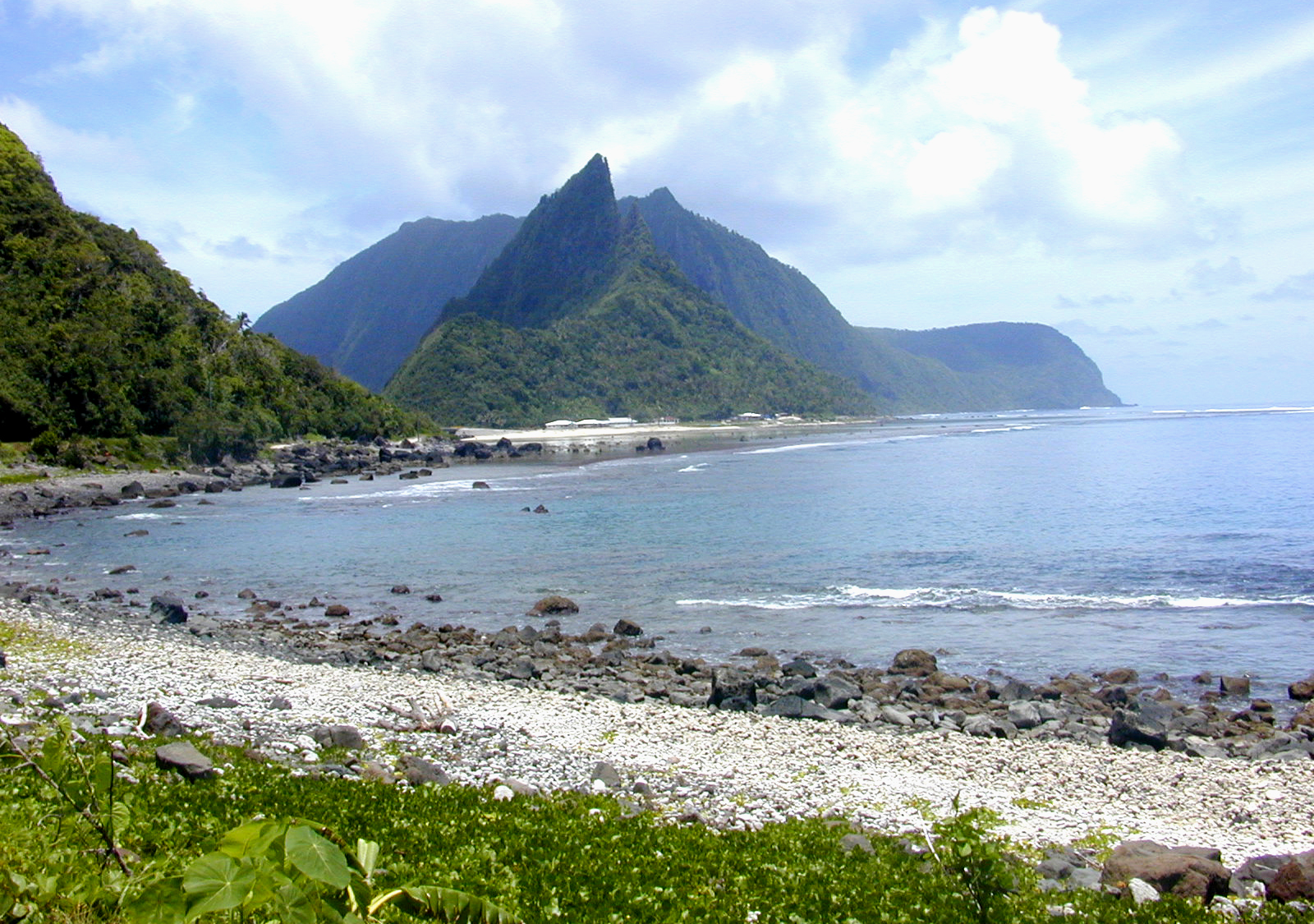
オロセガ島北岸シリ村からオフ島を望む。中央の山はオフ島のツヌイタオ山で、狭いアサガ海峡を隔てて手前がオロセガ島

マヌア諸島(Manu'a)は、アメリカ領サモアの島。タウ島、オフ島、オロセガ島の3島からなる。アメリカ領サモア主島のトゥトゥイラ島から東に110kmの地点に浮かぶ。3島合わせた面積は57km2、人口2300人（1985年）
。
マヌア諸島の人口は減少を続けている。1930年代にはアメリカ領サモアの20%の人口が住んでいたが、1980年代には6%まで減少していた。理由としては、就業機会の少なさなどのため、若者たちがトゥトゥイラ島に移住していることがあげられる。
マヌア諸島の伝統的な都はタウ島にあるタウ村である。そこにすむツイ・マヌアと呼ばれるマヌア王がこの諸島を支配してきたが、1904年7月16日にツイ・マヌアからアメリカへと主権が譲渡され、この島々はアメリカ領となった。この譲渡は、1899年に開かれたベルリン会議において、マヌア諸島を含むサモア東部の支配権をアメリカに、西部の支配権をドイツに認めたことを受けてのものだった。
マヌア諸島はポリネシアの文化揺籃の地のひとつとして知られ、タウに都を置くツイ・マヌアはサモアやトケラウ諸島など近隣諸島をも支配下に収めていた。トンガ大首長国がサモアを支配した時代にも、マヌアは独立を保ち続けた。最後のツイ・マヌアであったツイマヌア・エリサラが1909年7月2日に死去した後、ツイ・マヌアの称号は空位となり、マヌア諸島の最高位はアメリカから派遣される知事へと移った。しかし、ツイマヌアの称号の権利はツイマヌアを輩出し続けたアノアロ・クランが未だに保持している。